# Altare

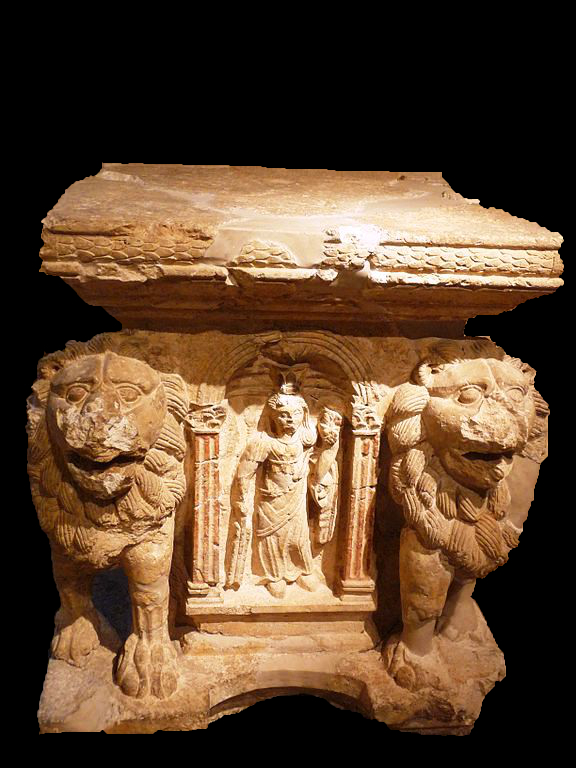
Altare romano in calcare, rinvenuto presso il villaggio di Niha nella Valle della Beqa' (Libano) e conservato presso il Museo nazionale di Beirut

Un altare è un luogo in cui si compie un sacrificio o rito religioso.

## Descrizione
In molte religioni, si praticano riti di purificazione o di offerta. I fedeli, per ringraziare il proprio dio, offrono doni o sacrificano animali. Non di rado, nell'antichità l'altare veniva usato anche come luogo di sacrifici umani, come nel caso dei culti religiosi maya e aztechi.
Normalmente l'altare è una forma adatta a raccogliere il sangue degli stessi, che poi sarà usato per i riti di purificazione. Nelle religioni che vivono in modo intenso il rapporto del fedele con gli elementi della natura (acqua, terra, fuoco, alberi ecc.), l'altare è, spesso, posto all'aperto, in mezzo ai boschi, presso le sorgenti, a volte circondato da gradini, per favorire la partecipazione dei fedeli. Spesso l'altare è anche "dedicato", cioè legato al culto specifico di una divinità, quindi collocato in cavità sotterranee in associazione a divinità ctoniche.
In molte religioni l'altare, però, è posto all'interno di un tempio dedicato ad una divinità. A volte, come nel caso delle vestali romane o dei sacerdoti ebraici, l'altare è inaccessibile ai "profani".

## Egitto e Mesopotamia
Gli altari dell'antico Egitto e dei popoli mesopotamici indicarono sia per la forma sia per la dimensione un'origine risalente alla mensa profana. Erano costituiti da una tavola rotonda o quadrata realizzata in vari materiali, quali il legno, la pietra o la terra cotta. Tra gli scavi effettuati nelle città babilonesi comparvero anche altari di forma cubica costruiti con mattoni. Talvolta la struttura cubica ed imponente, oppure a forma di tronco di cono venne preferita dagli antichi Egizi.

## Ebraismo
In base alla legge mosaica gli altari antichi dovevano essere costituiti da pietre e da terra non toccati da strumenti ferrosi (Esodo XX, 24-25). La Bibbia descrive anche l'esistenza di altari portatili, costituiti di legno rivestito con rame e portanti agli angoli specie di corni, la cui origine può risalire ad un simbolo sacrale.
I più antichi altari erano di terra o pietra (Libro dell'Esodo 20, 24), eretti in ricordo di particolari esperienze di dio (Genesi 12, 8; 13, 18; 26, 25). L'altare degli olocausti o sacrifici era sistemato nel cortile davanti al tempio mobile nel deserto; era di legno rivestito di rame, con quattro corni agli angoli segno della potenza di Dio (Libro dell'Esodo; 27, 1); nel tempio di Salomone era di bronzo e d'oro (Libri dei Re I, 7, 48; 8,64; 2 Libri delle Cronache; 4, 1); vi ardeva un fuoco perenne (Levitico 6, 5) e vi si offriva mattino e sera il sacrificio quotidiano (Libro dell'Esodo 29, 38-42), unico per tutto Israele (Deuteronomio 12, 11-13; 2 Libri delle Cronache 32, 12). L'altare dei profumi o dell'incenso era invece posto all'interno del tempio, nel Santo, davanti al sancta sanctorum: vi si bruciava mattino e sera un particolare incenso aromatico (Libro dell'Esodo 30, 1; Vangelo di Luca 1, 11).

## Religione greca
Esistevano sia altari domestici sia altari adibiti al culto pubblico, che in questo caso erano posti o dentro il tempio o al suo esterno. Solamente in età ellenistica gli altari divennero monumentali, come quello dedicato a Zeus e ad Atena eretto a Pergamo, formato da un podio alto 37 metri, e arricchito da decorazioni alla base ispirate alla lotta delle divinità contro i giganti.

## Religione romana

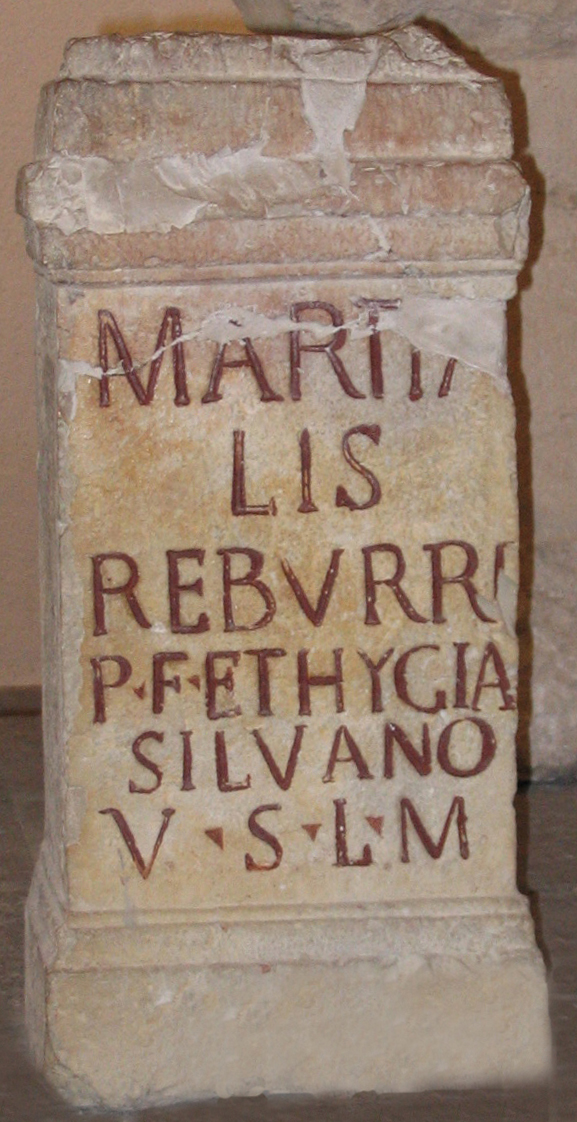
Ara dedicata a Silvano

Nella religione romana l'altare, chiamato più spesso con il termine latino ara, di derivazione incerta, ma che molti storici fanno risalire a ardeo ("brucio"), è generalmente di forma quadrangolare. Vitruvio prescrive che l'altare di un tempio deve essere rivolto a oriente e in posizione più bassa rispetto alla statua di culto, affinché chi prega guardi in alto verso la divinità. L'altezza dell'altare però varia a seconda del tipo di divinità al quale è dedicato: quelli delle divinità celesti, come Giove, sono molto alti, mentre quelli delle divinità terrestri e marine e anche di Vesta sono abbastanza bassi.
Anche se nelle case la funzione dell'altare viene svolta dal larario, tuttavia si possono trovare casi di veri e propri altari, come ne sono stati ritrovati a Pompei, tra cui particolare un'ara cilindrica con un serpente (immagine del Genio) che le si avvolge intorno.
In uno dei riti pubblici eseguiti nel tentativo di ripristinare la religione romana, Giacomo Boni ricostruì nel 1917 un'ara graminea basandosi su un passo di Orazio. Quest'ara particolare fu costruita con sei strati di "mattoni" di terra erbosa e addobbata con quattro festoni di alloro, nastri rossi, corone e sagmine ("fronde sacre") di olivo. Nelle intenzioni di Boni l'ara sarebbe dovuta diventare un altare pubblico sul quale ogni italiano avrebbe dovuto sacrificare quanto di più caro per favorire le sorti dell'Italia in guerra. L'ara però andò distrutta da un forte vento la notte del 23 ottobre 1917, nelle stesse ore in cui l'esercito austro-ungarico sfondava le linee italiane a Caporetto.
Riprendendo una prescrizione riferita da Macrobio, la moderna Via romana agli dei stabilisce che se si afferra l'ara con le mani anche la semplice parola costituisce sacrificio, purché si sia osservato un regime di purità nei tre giorni precedenti al rito.

## Induismo
Nell'induismo gli altari sono di fatto dei piccoli santuari e perciò sono sacri e qui si fanno offerte e sacrifici agli Dèi. Si distinguono gli altari dei templi (mandir), più grandi e accessibili soltanto ai brahmani (sacerdoti) pujari dagli altari "familiari", più piccoli, in cui abitualmente l'adorazione (pūjā) delle murti (immagini degli Dei) è effettuata di norma dal capofamiglia.
In questi altari, oltre alle immagini degli Dei, si trovano anche lumi, immagini di santi e guru, e offerte, di solito di cibo che attraverso l'offerta viene consacrato e diventa prasada.

## Cristianesimo

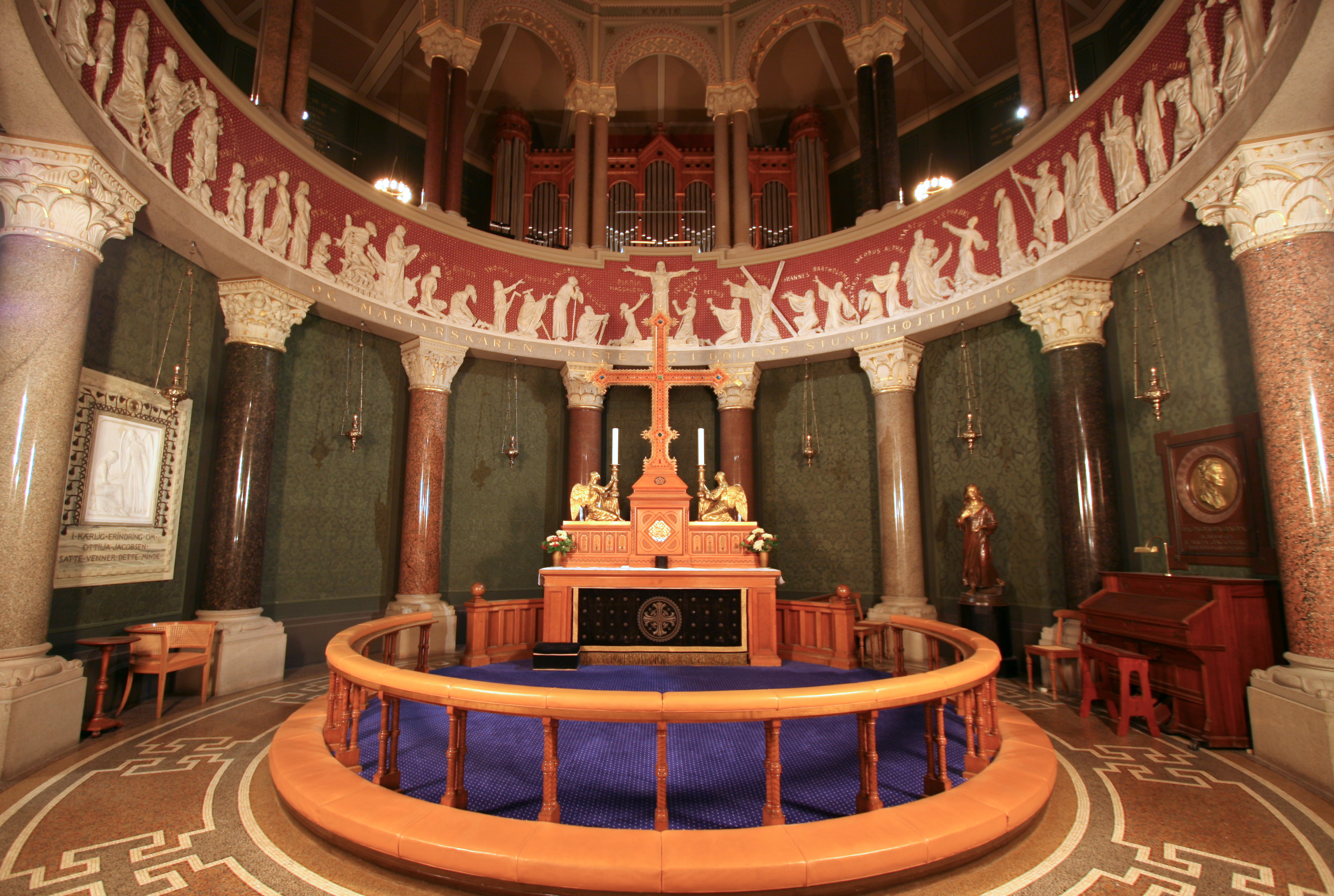
Altare in una chiesa luterana di Copenaghen

Nella religione cristiana l'altare assume una valenza particolare. 
In Chiese cristiane come quelle cattolica, vetero-cattolica, ortodossa o anglicana, siccome l'Eucaristia mantiene il carattere sacrificale e il pane eucaristico è considerato il Corpo di Gesù Cristo, l'altare ha mantenuto un'importanza considerevole, tanto da essere centrale nell'edificio religioso.

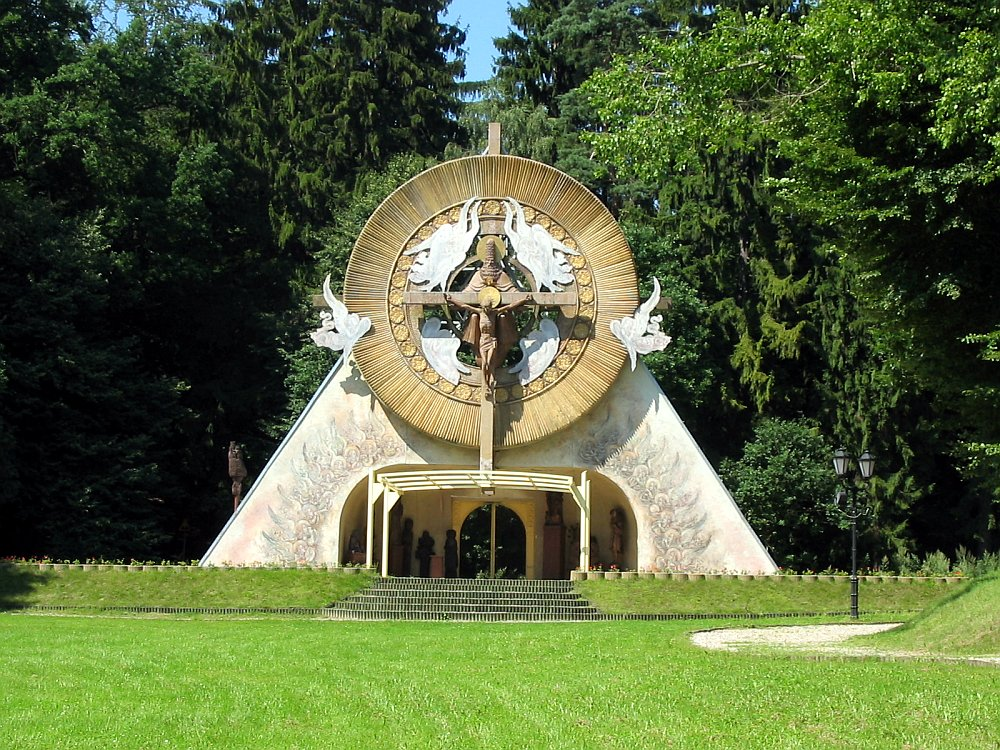
Altare edificato in Polonia in occasione della visita di papa Giovanni Paolo II

La Chiesa cattolica, in particolare, riserva un particolare onore all'altare, poiché su di esso celebra la ripresentazione dell'unico sacrificio compiuto da Cristo (cosiddetta oblazione pura e perfetta). Per questa ragione, il sacerdote lo bacia e lo incensa in segno di venerazione, in particolari momenti delle celebrazioni liturgiche; l'altare rappresenta inoltre sia la mensa dell'ultima cena, sia il patibolo della croce, sul quale Cristo immolò se stesso. Il termine "ripresentazione", usato dal Concilio di Trento è caratteristico della dottrina cattolica, secondo la quale la celebrazione dell'Eucaristia non è una mera ripetizione incruenta del sacrificio di Cristo, bensì proprio la riproposizione di quell'unico Sacrificio da lui compiuto. In altri termini, il sacerdote cattolico non celebra un "nuovo" sacrificio, bensì, nel mistero del Sacramento eucaristico, celebra "in persona Christi", ossia partecipa alla persona di Cristo che offre Sé stesso nel sacrificio della croce. Gesù il cui sacrificio viene ripresentato, è tuttavia già il Cristo risorto che ha ripreso la vita che aveva volontariamente dismesso.
Sia gli ortodossi sia i cattolici, ma anche armeni e copti, spesso hanno edificato altari nelle prossimità delle tombe di martiri. Esempio tipico è la basilica di San Pietro in Vaticano, edificata intorno all'altare costruito sulla tomba dell'apostolo cristiano.
Infatti ai tempi delle catacombe, la Messa si celebrava sulle tombe dei martiri e da questo uso si diffuse l'altare a cassa. Un altro modello di altare delle origini, fu quello a tavola, trasportabile, e diffusissimo fino all'editto di Costantino.
Dal VI secolo si è sviluppata l'usanza di traslare le reliquie e quindi anche l'altare tombale ha subito una trasformazione, perché è stato aggiunto anche un loculo per le reliquie o una saletta al di sotto.
In questo periodo viene introdotta la fenestella confessionis, una sorta di porticina o grata, attraverso la quale si rende possibile l'inserimento di nuovi frammenti di reliquie.
Nella tradizione bizantina, per il termine "altare" si intende non un oggetto ma l'area dietro l'iconostasi. Ciò che nell'Occidente è chiamato "altare" è denominato "tavola santa". Questa è un cubo isolato di dimensioni di circa un metro. È ricoperto interamente da due tele, quella interna di lino bianco, quella esterna di tessuto ricco e brillante.
Nel corso dei secoli, l'altare subirà quelle trasformazioni dovute ai gusti artistici-culturali dell'epoca e quindi passerà dalla vistosità del tardo Medioevo alla sobrietà del Rinascimento, dall'incastonamento in una complessa struttura architettonica come nel Seicento e nel Settecento al tradizionalismo dell'Ottocento.
Nelle Chiese protestanti occorre distinguere tra denominazioni anglicane e luterane da una parte, e denominazioni riformate e congregazionaliste dall'altra. Mentre le prime hanno nelle loro chiese altari simili a quelli cattolici, le seconde, non attribuendo alcun valore sacrificale all'eucaristia, hanno nel corso del tempo escluso dalle loro chiese l'altare. Le loro assemblee liturgiche, infatti, vedono al primo posto la lettura e il commento alla Bibbia, pertanto il posto centrale negli edifici di culto è stato assunto dall'ambone, spesso in forma di vero e proprio pulpito, o almeno di leggio. In quasi tutti i templi riformati, comunque, è previsto il tavolo sul quale si celebra la santa cena o comunione, che talvolta è mobile e usato soltanto quando nel culto che si celebra è prevista la comunione.
In Francia durante la Rivoluzione venne installato nelle piazze un particolare altare denominato altare della patria. Questa definizione venne ripresa anche in Italia per definire il monumento dedicato ai morti di guerra.
Guillaume Durand de Mende (Guglielmo Durante), giurista e vescovo del XIII secolo, nel suo Manuale per comprendere il significato simbolico delle cattedrali e delle chiese ricorda che Noè, Isacco, Abramo, Giacobbe e Salomone costruirono degli altari (Genesi 8-12.33, Esodo 23-27-29, 1 Re 8). "L'altare ha cinque significati. L'altare significa anche la mortificazione dei nostri sensi o del nostro cuore, nel quale i moti della carne sono consultati dall'ardore dello Spirito Santo. In secondo luogo l'altare rappresenta anche la Chiesa spirituale; i suoi quattro angoli le quattro parti del mondo sulle quali la Chiesa stende il suo impero. Il terzo significato è quello per cui l'altare è l'immagine di Cristo, senza il quale nessuno dono può essere offerto al Padre in maniera accettabile. Per questo motivo la Chiesa ha l'usanza di indirizzare le proprie preghiere al Padre attraverso la mediazione di Cristo. In quarto luogo, esso è l'immagine del corpo del Signore. Da ultimo, esso rappresenta la tavola sulla quale il Cristo bevve e mangiò con i suoi discepoli".
L'altare cristiano è il successore e la sintesi degli altari ebrei e la sua sublimità deriva dal suo conformarsi al proprio archetipo celeste, l'altare della Gerusalemme celeste su cui giace, "fin dalla fondazione del mondo [...] l'Agnello immolato" (Apocalisse di Giovanni 13, 8). Nel tempio di Gerusalemme vi erano vari altari. Tra il sagrato e il Santo si trovava l'altare degli olocausti - dove quotidianamente si offriva l'agnello -; nel Santo erano installati l'altare dei profumi e la tavola dei pani dell'offerta; infine nel sancta sanctorum vi era una pietra sulla quale era appoggiata l'arca dell'Alleanza. L'altare cristiano è sintesi di questi differenti altari: esso è l'altare degli olocausti dove è sacrificato l'Agnello di Dio e, nel contempo, la tavola dei pani dell'offerta, cioè del Pane eucaristico; esso è l'altare dei profumi in cui si brucia l'incenso, come emerge chiaramente dal rituale romano. Infine, dal momento che sostiene il tabernacolo, l'altare maggiore ricopre il ruolo di pietra che sosteneva l'Arca. L'Arca conteneva le Tavole della legge, la Verga di Aronne e una pozione di manna; nel Tabernacolo cristiano è posta l'autentica Manna, il "Pane vivo disceso dal Cielo". C'è anche un simbolismo che associa l'altare alla montagna. I gradini dell'altare sono simbolici. Essi ricordano che l'altare sorge sulla "Santa Montagna". L'immagine della Montagna Santa è ricorrente nella Bibbia e anche in altre religioni. Nella Bibbia le montagne sante sono numerose poiché ciascuna tappa della Rivelazione ha per luogo una montagna dalla quale Dio parla al profeta: Mosè sul Monte Sinai; il profeta Elia sul Carmelo; Abramo e Giacobbe sul Garizim; Salomone sul Moria, ecc. Cristo, per apparire nello splendore della sua gloria, ha scelto una montagna, il Tabor; è asceso dal monte degli Ulivi; infine è morto su una montagna, il Calvario.
I primi altari erano di legno, piccoli, di forma rotonda, o a sigma, o a ferro di cavallo. Successivamente furono costruiti in pietra per simboleggiare Cristo (San Paolo, 1 Corinzi 10, 3-4); erano quadrati per simboleggiare che all'altare-mensa eucaristica si nutrono i popoli delle quattro parti del mondo.
San Giovanni Crisostomo in una sua Catechesi (Catechesi 3) scrive: " Mosè levava le mani al cielo facendone scendere la manna, pane degli angeli. Il nostro Mosè, Cristo, leva le mani al cielo e ci procura un cibo eterno. Il primo percosse la pietra, facendone scaturire torrenti d'acqua. Questi tocca la mensa, percuote la mistica tavola e fa sgorgare le fonti dello Spirito. Ecco il motivo per il quale la mensa è posta al centro [della chiesa], come una sorgente, perché i greggi accorrano da tutte le parti ad essa e si dissetino alle sue acque salutari".